# Liste der Naturdenkmale in Klingelbach
Die Liste der Naturdenkmale in Klingelbach nennt die im Gemeindegebiet von Klingelbach ausgewiesenen Naturdenkmale (Stand 20. Mai 2024).

## Naturdenkmale
| Nr.         | Bezeichnung                   | Lage                                                                  | Beschreibung                                                                                               | Bild                                    |
| ----------- | ----------------------------- | --------------------------------------------------------------------- | --- | --------------------------------------- |
| ND-7141-417 | Bergahorngruppe an der Kirche | Kirchstraße, bei Nr. 15 Lage                                          | Acer pseudoplatanus, zwei Bäume, um 1790 gepflanzt, 20 und 26 m hoch (im Bild rechts und links der Kirche) | Fotos hochladen                         |
| ND-7141-418 | Stieleiche                    | nordöstlich des Ortes in der Waldgemarkung; Abteilung Gilgesloch Lage | Quercus robur, um 1810 gekeimt, 17 m hoch bei 137 m Durchmesser                                            | Direkt Bild zu diesem Denkmal hochladen |